# Pedagogika przygody
Pedagogika przygody – jest pojęciem pochodzącym z potocznej teorii wychowania, a wraz z rozwojem badań i rozważań teoretycznych towarzyszących temu pojęciu, klasyfikuje się ją niekiedy jako pojęcie na skrzyżowaniu pedagogiki społecznej oraz nauk o kulturze fizycznej. Postulowane jest definiowanie jej jako interdyscyplinarnej subdyscypliny pedagogiki, związanej z innymi dyscyplinami naukowymi w obszarze nauk społecznych (socjologia, psychologia, polityka społeczna i in.) oraz nauk o wychowaniu (m.in. turystyki i rekreacji), w której przedmiotem badań byłaby teoria, metodologia i praktyka wspierania rozwoju człowieka poprzez świadomy kontakt z naturą. W obszarze zainteresowań pedagogów przygody znalazły by się bezpośrednie, aktywne i angażujące doświadczenia kształcące, które dotyczą całościowo danej osoby oraz mają realne konsekwencje rozwojowe.
W Polsce, dyskusje nad zakresem pojęciowym pedagogiki przygody rozpoczęły się na początku pierwszej dekady XXI w. wraz z upowszechnieniem się nurtów adventure education, outdoor education oraz pedagogiki przeżyć. Niektórzy badacze nazywają pedagogikę przygody polską syntezą wspomnianych nurtów.

## Definiowanie dziedziny
Próbę dookreślenia dziedziny podejmowali naukowcy oraz praktycy związani m.in. z turystyką i rekreacją, edukacją przyrodniczą, edukacją leśną, pedagogiką społeczną, adragogiką, psychologią, animacją społeczno-kulturalną, na trzech kolejnych konferencjach poświęconych temu zagadnieniu „Edukacja Przygodą” (2011, 2013, 2015). Postulowani oni uzgodnienie konsensusu w zakresie definiowania, umożliwiającego nazwanie pedagogiki przygody interdyscyplinarną subdyscypliną pedagogiki, związaną z innymi dyscyplinami naukowymi w obszarze nauk społecznych (socjologia, psychologia, polityka społeczna i in.) oraz nauko o wychowaniu (m.in. turystyki i rekreacji), w której przedmiotem badań byłaby teoria, metodologia i praktyka wspierania rozwoju człowieka poprzez świadomy kontakt z naturą. W obszarze zainteresowań pedagogów przygody znalazły by się bezpośrednie, aktywne i angażujące doświadczenia kształcące, które dotyczą całościowo danej osoby oraz mają realne konsekwencje rozwojowe.